# Johann Hartmann Beyer

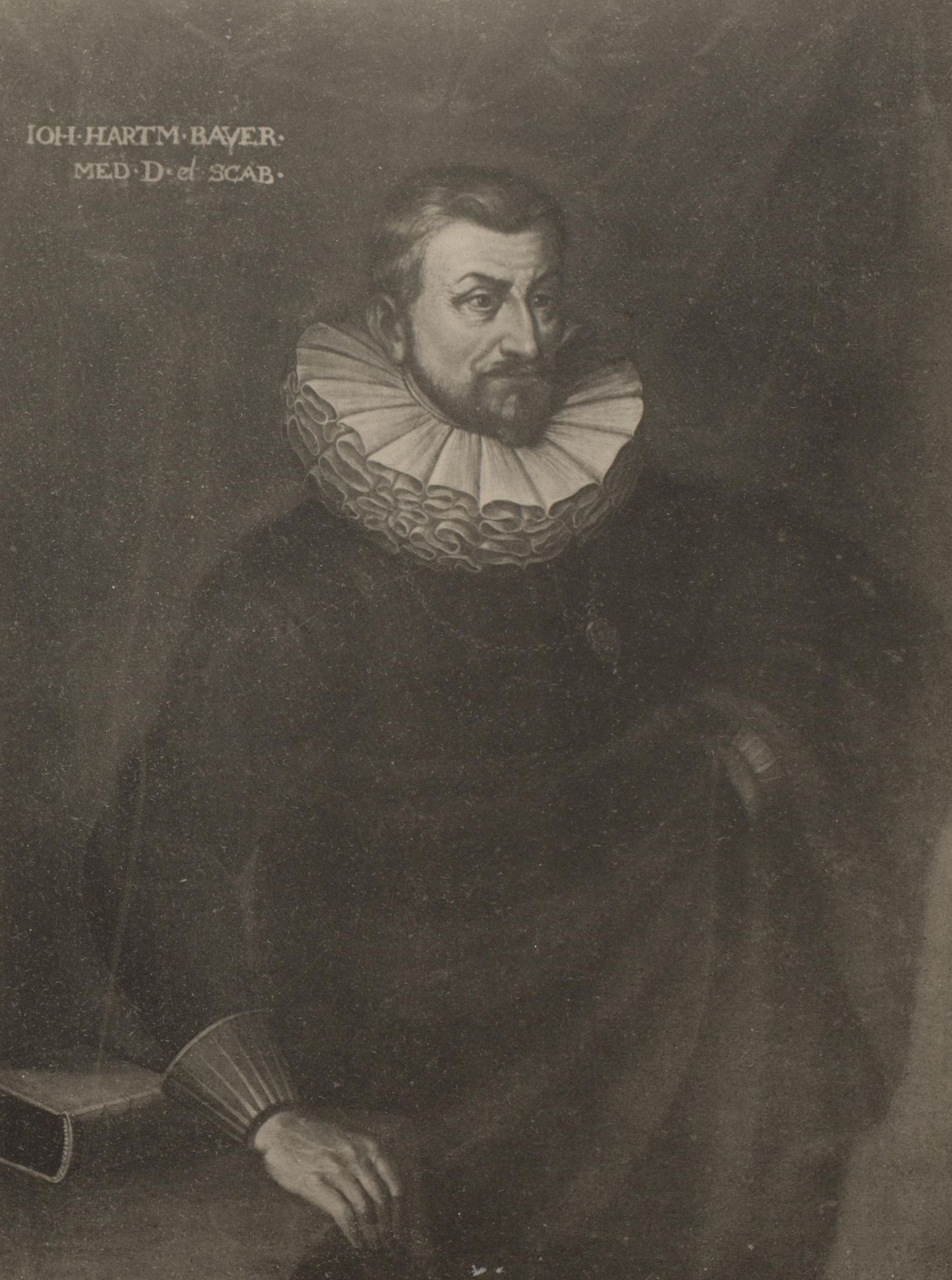
Johann Hartmann Beyer

Titelblatt der Logistica Decimalis von 1619

Johann Hartmann Beyer (* 15. April 1563 in Frankfurt am Main; † 1. August 1625 ebenda) war ein deutscher Arzt (Schüler von Girolamo Fabrizio), Mathematiker und Ratsherr. Während des Fettmilch-Aufstandes 1614 war er Älterer Bürgermeister der Reichsstadt Frankfurt. 

## Leben und Werk

### Herkunft und Bildung
Beyer war der Sohn des lutherischen Predigers Hartmann Beyer aus dessen am 21. April 1562 geschlossenen Ehe mit Katharina geb. Ligarius († 1613). Bereits als Jugendlicher beschäftigte er sich mit mathematischen und astronomischen Studien. Um 1575 fertigte er astronomisch-geometrische Zeichnungen der Sonnenuhren an, die er in der Umgebung von Frankfurt vorfand, beispielsweise am Isenburger Schloss in Offenbach. Er studierte ab 1579 Theologie an der Universität Straßburg. Nach Erlangung des Magistergrades in den artes liberales wechselte er 1583 zur medizinischen Fakultät und studierte ab 1584 in Tübingen. Dort wurde er 1588 mit der Dissertation Disputatio de furore seu mania, eiusque curatione promoviert. 1589 kehrte er als Arzt nach Frankfurt zurück und wurde am 12. März 1589 zum Stadtphysicus (Physicus ordinarius) bestellt. In diesem Amt hatte er die Aufsicht über die städtische Gesundheitsvorsorge und das Apothekenwesen zu führen.

### Medizin und Mathematik
Berühmtheit erlangte er durch die Erfindung der Frankfurter Pillen („Pilulae angelicae francofurtenses“), ein Abführmittel auf Basis von Aloe und Rheum. Sie wurden noch lange nach seinem Tod hergestellt und vielfach plagiiert. Sein originales Geheimrezept wird heute in der Privilegienkammer des Instituts für Stadtgeschichte verwahrt.
Neben seiner Amtstätigkeit beschäftigte sich Beyer ab 1597 erneut mit mathematischen Problemen. Er stand in Verbindung mit bedeutenden Mathematikern seiner Zeit, wie etwa Ludolph van Ceulen, der als erster die Kreiszahl {\displaystyle \pi } auf 35 Stellen berechnete. 1603 veröffentlichte Beyer zwei Schriften zur „Visierkunst“, in denen er ein einfaches Verfahren zur mechanischen Volumenmessung von Weinfässern darstellte. Er korrespondierte darüber mit Johannes Kepler, der ihn in seiner 1615 erschienenen Schrift Nova Stereometria doliorum vinariorum erwähnte. Seine stereometrischen Forschungen fasste Beyer gegen Ende seines Lebens in zwei Schriften zusammen. 1619 erschien zudem seine Logistica Decimalis, in der er das Rechnen mit Dezimalbrüchen beschreibt. In seinen Schriften verwendet er die Notation mit Dezimalkomma, die er nach eigener Schilderung 1596 als erster eingeführt habe.

### Politische Karriere
1590 heiratete er die Witwe Catharina Braumann geb. Treudel († 1610), die nicht nur ein bedeutendes Vermögen in die Ehe mitbrachte, sondern ihm auch Zugang zu der Patriziergesellschaft Zum Frauenstein verschaffte. 1611 heiratete er die ebenfalls verwitwete Clara Stöckel geb. Jacob († 1619). Im Dezember 1612 rangen die Zünfte dem Rat eine Verfassungsänderung, den Bürgervertrag, ab. Um die Vorherrschaft der alten Patrizierfamilien zu brechen, sah er eine Erweiterung des Rates um 18 Mitglieder vor. Beyer gehörte zu den neuen Schöffen, die aufgrund des Bürgervertrages in den Rat berufen wurden. 1613 wurde er zum Älteren Bürgermeister gewählt. Während seiner einjährigen Amtszeit brach am 5. Mai 1614 der Fettmilch-Aufstand los. Die Aufständischen ließen die Stadttore besetzen, erklärten den Rat für abgesetzt und stellten seine Mitglieder im Römer unter Arrest. Beyer verhandelte mit den Aufrührern und unterzeichnete am 19. Mai 1614 gemeinsam mit deren Anführer Vinzenz Fettmilch die Rücktrittsurkunde des Rates.
Nach der Niederschlagung des Aufstandes Ende 1614 begannen die Prozesse gegen Fettmilch und 38 Mitverschworene, die sich über das ganze Jahr 1615 hinzogen. Mit Unterstützung von Kaiser Matthias wurden die alten politischen Verhältnisse in der Reichsstadt allmählich wiederhergestellt. Beyer zog sich 1615 aus dem Rat zurück und gab alle öffentlichen Ämter auf. Für den Rest seines Lebens widmete er sich seinen Forschungen. Nach dem Tod seiner zweiten Frau 1619 heiratete er 1621 erneut eine Witwe, Christiane Rücker geb. Botzheim (1574–1640). Aus keiner der drei Ehen gingen Kinder hervor. 1624 errichtete das Ehepaar testamentarisch die „Dr. Beyersche Stiftung“. Er starb im Sommer 1625, angeblich an der Pest. Vermutlich wurde er auf dem Peterskirchhof beigesetzt.

### Nachwirken
Zeit seines Lebens sammelte Beyer Bücher und vergrößerte die von seinem Vater ererbte für die frühe Neuzeit außergewöhnlich große Bibliothek von theologischen, mathematischen, astronomischen und medizinischen Werken. Bei seinem Tod hinterließ er mit 2.494 Büchern und einigen Handschriften die größte private Büchersammlung Frankfurts. Er vermachte sie testamentarisch der Ratsbibliothek im Barfüßerkloster, die später in der Stadtbibliothek aufging. Die Sammlung ging bei der Zerstörung der Alten Stadtbibliothek durch die Luftangriffe auf Frankfurt am Main 1944 weitgehend verloren. Lediglich die meisten Handschriften und 178 Drucke sind erhalten, dazu weitere Schriften aus Beyers Nachlass, darunter Vorlesungsmanuskripte, eigenhändige Zeichnungen von Sonnenuhren, Korrespondenz und Handschriften des Frankfurter Rechenmeisters Simon Jacob.
Bei seinem Tode war Beyer einer der vermögendsten Bürger Frankfurts. Dem Ehepaar gehörten unter anderem Häuser an der Zeil und in der Großen Eschenheimer Gasse. Die am 10. Mai 1640 nach Ursula Beyers Tod errichtete Dr. Beyersche Stiftung wurde mit einem Kapital von 42.000 Gulden ausgestattet. Aus den Stiftungsmitteln wurden unter anderem das Siechenhospital, das städtische Waisenhaus, der Almosenkasten und die städtische Bautätigkeit gefördert, darüber hinaus Zuwendungen für „verschämte Arme“, Künstler und ein Stipendium für jeweils einen Medizinstudenten. 1680 finanzierte die Stiftung die Ausmalung der neuen Katharinenkirche. Die Stiftung besteht, mit allerdings durch Krieg und Inflation stark gemindertem Vermögen, bis heute.
1907 schuf Robert Forell ein Porträt Beyers, das heute in der Sammlung der Dr. Senckenbergischen Stiftung verwahrt wird. 1927 setzte Adolf Stoltze ihm in dem Drama Vinzenz Fettmilch ein literarisches Denkmal. Im Frankfurter Stadtteil Riedberg ist der Johann-Beyer-Weg nach ihm benannt.

## Werke (Auswahl)
- Disputatio de furore seu mania, eiusque curatione (Dissertation), Tübingen 1588
- Ein newe und schöne Art der vollkommenen Visier-Kunst. Jonas Rose, Frankfurt am Main 1603 (Online)
- Kurtzer Bericht, Von Zubereytung einer Visier-Ruthen, auß einem geeichten Weinfaß, Frankfurt am Main 1620
- Logistica Decimalis, Frankfurt am Main 1619